# ウィリス・ジャクソン
ウィリス・ジャクソン、またはウィリス・"ゲイター"・ジャクソン（Willis "Gator" Jackson、1932年4月25日 - 1987年10月25日）は、アメリカ合衆国マイアミ出身のテナー・サクソフォーン奏者。

## 来歴
ジャクソンはレスター・ヤングやイリノイ・ジャケーに影響を受け、音楽を始める。1949年、まだ10代の頃からクーティ・ウィリアムスのバンドに加入し、エディ・ヴィンソンに才能を見出された。
ジャクソンがウィリス・ジャクソン・アンド・ヒズ・オーケストラ名義で1950年に発表したシングル「レイター・フォー・ザ・ゲイター (Later For The Gator)」は、ジャマイカのサー・コクソンズ・ダウンビート・サウンドシステムで頻繁に選曲され、人気を得ていた。また、同楽曲のヒットにより、以後、ジャクソンは「ゲイター」というニックネームを名乗るようになった。
1950年代の間、セッション・ミュージシャンとしてリズム・アンド・ブルースやジャズの録音を残し、歌手のルース・ブラウンのバックバンドのリーダーを務めた。また、ジャクソンとブラウンは一時恋愛関係にあった。
1959年、ジャクソンはプレスティッジ・レコードに参加し、ソウル・ジャズムーブメントの一翼を担った。この時期、ジャック・マクダフやパット・マルティーノらもジャクソンとの共演を機に名声を獲得していった。

## ディスコグラフィ

### リーダー・アルバム
- Please Mr. Jackson (1959年、Prestige) ※『Cool Grits』としても再発あり
- 『クール・ゲイター』 - Cool "Gator" (1959年、Prestige) ※『Keep On A-Blowin』としても再発あり
- Blue Gator (1960年、Prestige)
- Cookin' Sherry (1961年、Prestige)
- 『リアリー・グルーヴィン』 - Really Groovin' (1961年、Prestige)
- In My Solitude (1961年、Moodsville)
- Thunderbird (1962年、Prestige)
- 『クックス・ウィズ・ゲイター・テイル』 - Johnny "Hammond" Cooks with Gator Tail (1962年、Prestige) ※ジョニー・ハモンド・スミスと連名
- Bossa Nova Plus (1962年、Prestige) ※『Shuckin'』としても再発あり
- Neapolitan Nights (1962年、Prestige)
- Loose...  (1963年、Prestige)
- Grease 'n' Gravy (1963年、Prestige)
- The Good Life (1963年、Prestige)
- More Gravy (1963年、Prestige)
- Boss Shoutin' (1964年、Prestige)
- Jackson's Action! Recorded Live (1964年、Prestige)
- Gator Tails (1964年、Verve) ※『Willis Jackson』としても再発あり
- 『スモーキング・ウィズ・ウィリス』 - Smoking with Willis (1965年、Cadet)
- Together Again! (1965年、Prestige)
- Live! Action (1966年、Prestige)
- Soul Night/Live! (1966年、Prestige)
- Together Again, Again (1966年、Prestige)
- Tell It... (1967年、Prestige) ※ライブ
- Soul Grabber (1967年、Prestige)
- Star Bag (1968年、Prestige) with Trudy Pitts, Bill Jennings
- Swivelhips (1968年、Prestige)
- Gator's Groove (1969年、Prestige)
- Mellow Blues (1970年、Upfront)
- 『レコーディング・セッション』 - Recording Session (1972年、Big Chance) ※『Plays Around With The Hits』として1974年に再発
- West Africa (1973年、Muse)
- Headed and Gutted (1974年、Muse) ※ライブ
- Funky Reggae (1974年、Trip)
- 『ディスコ・テナー』 - The Way We Were (1975年、Atlantic)
- Plays with Feeling (1976年、Cotillion)
- In the Alley (1976年、Muse)
- The Gator Horn (1977年、Muse)
- 『バー・ワーズ』 - Bar Wars (1978年、Muse)
- 『イン・シャートヌフ=デュ=パプ 1980』 - In Chateauneuf-du-Pape 1980 (1980年、Black & Blue) ※『Ya Understand Me?』としても再発あり
- Single Action (1980年、Muse)
- Lockin' Horns (1981年、Muse) ※with Von Freeman
- Gatorade (1982年、Prestige)
- Nothing Butt... (1983年、Muse)